# Вернись в Сорренто

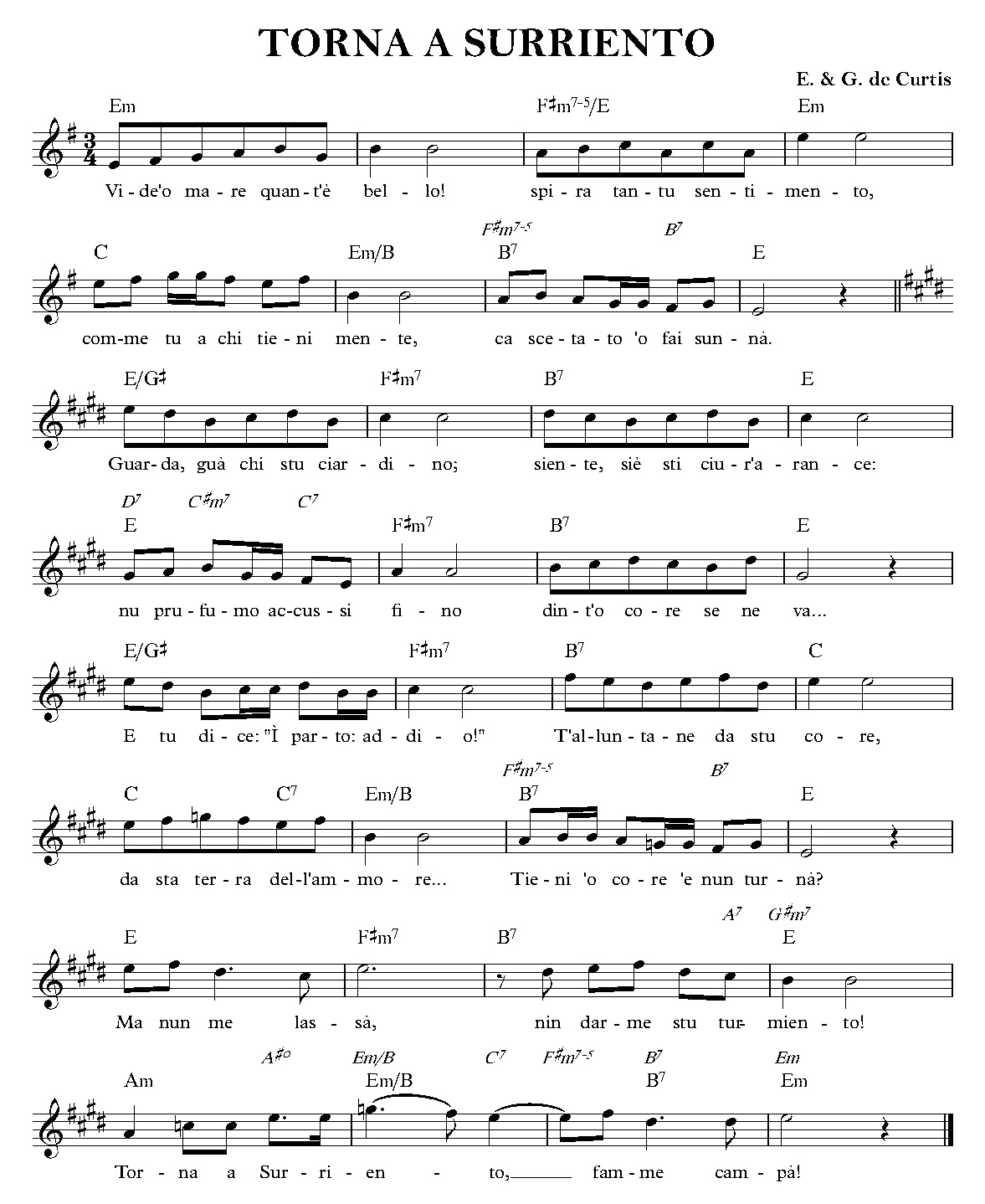

«Верни́сь в Сорре́нто» (неап. Torna a Surriento) — неаполитанская песня, написанная в 1902 году Эрнесто де Куртисом (музыка) и Джамбаттистой де Куртисом (слова), братом композитора. Авторские права на песню были зарегистрированы в 1905 г. Песня приобрела широкую известность и исполнялась на разных языках.

## Происхождении песни
Существует несколько версий происхождения песни. Согласно им, появление песни связано с премьер-министром Италии. 14 сентября 1902 года Сорренто посетил тогдашний премьер-министр Италии Джузеппе Дзанарделли. Он остановился в гранд-отеле, хозяином которого был мэр города. Мэр решил использовать благоприятную возможность, чтобы добиться открытия почтамта в этом небольшом городе. В отеле находился также друг мэра, художник, работавший по просьбе мэра над фресками и предложивший мэру сочинить песню, которая произведёт впечатление на премьер-министра. По другой версии мэр сам обратился к известному художнику и поэту Джамбаттисте де Куртису с просьбой сочинить песню. Якобы тут же был написан текст, после чего Джамбаттиста обратился к своему брату Эрнесто с просьбой подобрать подходящую мелодию. Говорят, что Эрнесто де Куртис черпал вдохновение для припева песни из пения соловья, когда гостил у своего брата в Сорренто: соловей исполнил первые пять нот припева.
Музыка была сочинена, и музыканты-любители разучили песню тем же вечером. Когда на следующий день премьер-министр ехал на вокзал, его сопровождала эта песня в исполнении местных музыкантов. Просьба мэра была в результате удовлетворена.
Согласно семейным документам, однако, мелодия была сочинена значительно раньше, и Джамбаттиста только написал по случаю приезда премьер-министра новый текст. После некоторых изменений в тексте песня была исполнена Марией Каппьеллой на музыкальном фестивале в неаполитанском пригороде Пьедигротта в 1905 году, после чего популярность песни резко возросла. В том же году неаполитанским издательством Бидери были изданы ноты. «Torna a Surriento», став одной из самых знаменитых неаполитанских песен, приобрела популярность во многих странах и была переведена на многие языки.

## Исполнители
Песню исполняли Беньямино Джильи, Джузеппе ди Стефано, Марио Ланца, Марио дель Монако, Франко Корелли, Лучано Паваротти, Хосе Каррерас, Пласидо Доминго, Муслим Магомаев, Робертино Лоретти, Андреа Бочелли, Карел Готт и многие другие.
В СССР известным было исполнение Анны Герман на английском и польском языках (в честь песни также названа первая автобиография певицы). На русском языке песня была популярна в исполнении Сергея Лемешева и Михаила Александровича.
Существуют по меньшей мере семь версий русского текста: пять полных (два куплета), две неполных (один куплет).
Из полных текстов первым был текст Вл. Волин-Вольского (не позднее 1913), который с небольшими изменениями пели Александрович и многие другие.  В 1986 появился текст переводчицы и детской писательницы Эмилии Александровой (1918—1994). Песня в переводе Александровой записана на одноимённом альбоме группы «АукцЫон».
Ярко и эмоционально исполнила песню на русском языке Жанна Агузарова. Третий полный текст — эквиритм-перевод Евгения Раткова (2012). В 2019 году опубликован перевод К.Л., точно передающий рифмовку оригинала и содержание каждого четверостишия. В 2020 выполнен перевод Иосифа Хавкина.
Неполные тексты  использовались при выпуске грампластинок в тридцатых-сороковых годах XX века в СССР; время звучания ограничивалось геометрией пластинки. Таких текстов известно два: в исполнении М. З. Рубинштейна (1938 или 1939) и в исполнении С. Я. Лемешева (1940). Скорее всего, эти тексты писались специально для конкретной записи и более не исполнялись. В обоих случаях автор текста не указан, в тексте не упоминается Сорренто, и имеются небольшие нарушения стихотворного размера оригинала.
Под названием «Surrender» Элвис Пресли записал свою, англоязычную версию песни 30 октября 1960 года. Сингл вышел 7 февраля 1961 года и занял 1-е место в хит-парадах США и Великобритании.
| Оригинальный текст с подстрочным переводом на русский | Оригинальный текст с подстрочным переводом на русский |
| Оригинальный текст на неаполитанском диалекте | Подстрочный перевод |
| --- | --- |
| I Vide ‘o mare quant’è bello, Spira tantu sentimento, Comme tu a chi tiene mente, Ca scetato ‘o faie sunnà. Guarda, gua’, chistu ciardino; Siente, sie’ sti sciure arance: Nu profumo accussi fino Dinto ‘o core se ne va… E tu dice: «I’ parto, addio!» T’alluntane da stu core… Da la terra de l’ammore… Tiene ‘o core ‘e nun turnà? Ma nun me lassà, Nun darme stu turmiento! Torna a Surriento, Famme campà! II Vide ‘o mare de Surriento, Che tesoro tene nfunno: Chi ha girato tutto ‘o munno Nun l’ha visto comm’a ccà. Guarda attuorno sti Sserene, Ca te guardano ‘ncantate, E te vonno tantu bene… Te vulessero vasà. E tu dice: «I’ parto, addio!» T’alluntane da stu core Da sta terra de l’ammore Tiene ‘o core ‘e nun turnà? Ma nun me lassà, Nun darme stu turmiento! Torna a Surriento, Famme campà! | I Посмотри, как прекрасно море! Сколько чувств оно пробуждает! Также и ты, когда смотришь на кого-то, тот начинает грезить наяву. Взгляни, взгляни на этот сад. Вдохни, вдохни эти цветущие апельсины. Их нежный аромат проникает прямо в сердце. А ты говоришь: «Я уезжаю, прощай!» Ты удаляешься от этого сердца, от земли, полной любви. И тебе хватает сердца не вернуться? Но не покидай меня, не заставляй меня страдать. Вернись в Сорренто, верни меня к жизни! II Посмотри на море возле Сорренто — что за сокровища таятся в его глубине: даже тот, кто объехал весь мир, подобного не видел. Взгляни на этих сирен, они смотрят на тебя, как зачарованные, и любят тебя так сильно… они хотят тебя целовать. А ты говоришь: «Я уезжаю, прощай!» Ты удаляешься от этого сердца, от земли, полной любви. И тебе хватает сердца не вернуться? Но не покидай меня, не заставляй меня страдать. Вернись в Сорренто, верни меня к жизни! |